# Infraroig

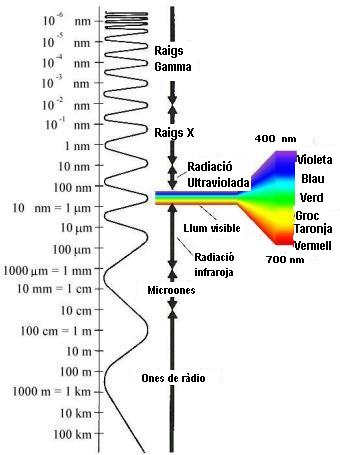
Esquema de l'espectre electromagnètic

L'infraroig, radiació infraroja o llum infraroja (IR) és la part de l'espectre electromagnètic amb una longitud d'ona més llarga que la llum visible però més curta que la radiació de microones. El seu nom significa 'per sota del vermell', ja que el vermell és el color de la llum visible amb una major longitud d'ona. La radiació infraroja s'estén al llarg de tres ordres de magnitud amb longituds d'ona d'entre 700 nanòmetres i 1 mil·límetre. Tot i que els vertebrats no poden percebre la radiació infraroja en forma de llum, si que la poden percebre com a calor per unes terminacions nervioses especialitzades de la pell conegudes com a termoreceptors.

## Història
Els infraroigs van ser descoberts a començaments del segle xix per l'astrònom anglès d'origen alemany William Herschel. Herschel va col·locar un termòmetre de mercuri sobre l'espectre solar obtingut per un prisma de vidre, amb la finalitat de mesurar la calor emesa per cada color. Va descobrir que la calor era més forta al costat de l'extrem vermell de l'espectre i va observar que allí no hi havia llum. Aquesta va ser la primera experiència que mostrà que la calor pot transmetre's com una forma invisible de radiació. Els primers detectors de radiació infraroja van ser els bolòmetres, instruments que captaven la radiació infraroja per l'augment de temperatura produït en un detector.

## Ubicació dins l'espectre electromagnètic
La radiació infraroja forma part de l'espectre electromagnètic, que inclou totes les freqüències de les ones electromagnètiques, i s'ordena en funció de la freqüència dels senyals i de la seva longitud d'ona d'acord amb el que s'indica a la taula següent:
| Tipus de radiació                 | Freqüència     | Longitud d'ona |
| --------------------------------- | -------------- | -------------- |
| Ionitzant                         | > 3000 THz     | < 100 nm       |
| Ultraviolada (UV)                 | 750 - 3000 THz | 100 - 400 nm   |
| Visible                           | 385 - 750 THz  | 400 - 780 nm   |
| Infraroja (IR)                    | 0,3 - 385 THz  | 0,78 - 1000 µm |
| Microones                         | 0,3 - 300 GHz  | 1 - 1000 mm    |
| Radiofreqüències (RF)             | 0,1 - 300 MHz  | 1 - 3000 m     |
| Extremes Baixes Freqüències (ELF) | 0 - 300 Hz     | = 5000 km      |

## Diferents regions de la radiació infraroja

Una fotografia d'un arbre, alternativament es mostra la imatge presa amb llum infraroja i la presa amb llum visible.

Els objectes emeten radiació infraroja al llarg de tot l'espectre de longituds d'ona, però atès que habitualment els sensors són dissenyats per detectar la radiació dins d'un interval de longituds d'ona, la banda infraroja s'acostuma a dividir en diverses seccions.

### Esquema de la CIE
La Comissió Internacional d'Il·luminació (habitualment coneguda com a CIE a causa del seu nom francès, Commission internationale de l'éclairage) recomana la divisió de la radiació infraroja en tres bandes espectrals:
- IR-A: 700 nm–1400 nm
- IR-B: 1400 nm–3000 nm
- IR-C: 3000 nm–1 mm

Una altra divisió en bandes espectrals força habitual en enginyeria és aquesta:
- infraroig proper (NIR o IR-A), 0,75–1,4 µm, definits per l'absorció en aigua i utilitzat habitualment en la comunicació per fibra òptica, gràcies a la poca absorció en vidres de SiO₂.
- infraroig mitjà (MIR):
  - infraroig d'ona curta (SWIR o IR-B), 1,4–3 µm, l'absorció en aigua augmenta considerablement a 1.450 nm
  - infraroig d'ona mitjana (MWIR o IR-C), 3–8 µm
  - infraroig d'ona llarga (LWIR o IR-C), 8–15 µm
- infraroig llunyà (FIR), 15–1.000 µm

### Esquema ISO 20473
L'Organització Internacional per a l'Estandardització (ISO) ha especificat a la norma "ISO 20473:2007" el següent esquema:
| Designació       | Abreviació | Longitud d'ona |
| ---------------- | ---------- | -------------- |
| Infraroig proper | NIR        | 0,78–3 µm      |
| Infraroig mitjà  | MIR        | 3–50 µm        |
| Infraroig llunyà | FIR        | 50–1000 µm     |

### Esquema utilitzat a l'astronomia
A l'astronomia s'acostuma a dividir l'espectre infraroig d'aquesta manera:
- Proper: de (0.7-1) a 5 µm
- Mitjà: de 5 a (25-40) µm
- Llunyà: de (25-40) a (200-350) µm

Aquestes divisions no són precises i varien en funció de la publicació i són utilitzades per a l'observació de diferents intervals de temperatura a l'espai.

### Esquema de l'infraroig a les telecomunicacions

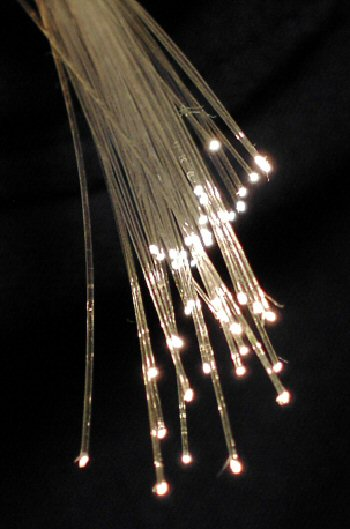
Feix de fibres òptiques.

A les telecomunicacions basades en la utilització de la llum, la part de l'espectre infraroig se subdivideix encara en més bandes espectrals, en funció de la resposta de detectors, amplificadors, fonts i fibres òptiques:
| Banda   | Descripció      | Longitud d'ona |
| ------- | --------------- | -------------- |
| Banda O | Original        | 1260–1360 nm   |
| Banda E | Estesa          | 1360–1460 nm   |
| Banda S | Ona curta       | 1460–1530 nm   |
| Banda C | Convencional    | 1530–1565 nm   |
| Banda L | Ona llarga      | 1565–1625 nm   |
| Banda U | Ona ultrallarga | 1625–1675 nm   |

La banda C és la predominant a les xarxes de telecomunicació de llarga distància. Les bandes S i L es basen en tecnologies poc desenvolupades i tenen poca utilització.
A les longituds d'ona adjacents a les de la llum visible i fins a aquelles d'unes poques micres (micròmetres, µm), els fenòmens associats són essencialment els mateixos que els de la llum visible, tot i això cal tenir present que la resposta dels materials a la llum visible no és en absolut indicatiu del comportament que presenten davant la llum infraroja. Per exemple, per a longituds més enllà de 2 micres, el vidre normal que trobem a les nostres cases és opac, el mateix passa amb molts gasos, el que implica que hi hagi finestres d'absorció (intervals de longituds d'ona) a les que l'aire és opac i, per tant, haurà una sèrie de freqüències de l'espectre solar que no ens arribaran i no podran ser observades sobre la Terra. Entre 3 i 5 micres hi ha una finestra que correspon al pic d'emissió de radiació infraroja dels cossos molt calents, aquesta banda s'utilitza per exemple en els sistemes de seguiment i recerca d'objectius d'alguns tipus de míssils.
Per contra, hi ha molts materials que els nostres ulls són perfectament opacs però que són més o menys transparents a les longituds d'ona de la radiació infraroja. Per exemple, el silici i el germani presenten una opacitat tan reduïda a aquestes longituds d'ona que són utilitzats per a la fabricació de lents i fibres òptiques (l'atenuació que presenten és de l'ordre de 0,2 dB/km en el cas d'una longitud d'ona de 1550 nm). A més, molts tipus de plàstic sintètic presenten una bona transparència a aquestes radiacions.
Per a longituds d'ona més grans el comportament s'assimila més al que trobem en el cas de les ones de ràdio.

## Aplicacions

### Termografia

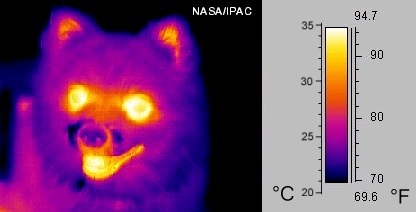
Imatge termogràfica d'un gos en la banda infraroja. Les zones més brillants corresponen zones més calentes del cos.

La radiació infraroja està associada sovint a la calor, ja que els objectes a temperatura ambient o superior emeten radiació principalment concentrada en la banda de l'infraroig mitjà. Això permet utilitzar els infraroigs per determinar la temperatura d'objectes a distància (si se'n coneix l'emissivitat). Aquesta tècnica s'anomena termografia o, en el cas d'objectes molt calents, pirometria. La termografia s'utilitza bàsicament en aplicacions industrials i militars.
Les càmeres tèrmiques detecten la radiació infraroja entre els 900 i els 14.000 nm de l'espectre electromagnètic (0,9 a 15 µm) i produeixen imatges. Atès que la radiació infraroja és emesa per tots els objectes en funció de la seva temperatura, d'acord amb la llei de la radiació d'un cos negre, la termografia fa possible “veure” l'entorn amb il·luminació visible o sense. La quantitat de radiació que emet un objecte s'incrementa amb la temperatura, per tant, la termografia permet veure la variació de la temperatura dels cossos, d'aquí el seu nom.

### Visió nocturna
Els infraroigs també s'utilitzen en els equips de visió nocturna quan la quantitat de llum visible és insuficient per veure els objectes. Els dispositius de visió nocturna funcionen per mitjà d'un procés que converteix els fotons de la llum ambient en electrons que són amplificats utilitzant mètodes químics i elèctrics i després convertits un altre cop en llum visible, que es presenta en una pantalla en forma d'imatges que poden ser monocromes, els objectes més calents es mostren com els més lluminosos, o també es pot utilitzar un sistema de falsos colors per representar les diferents temperatures. La utilització de fonts de radiació infraroja permet augmentar la quantitat de llum ambient que pot ser utilitzada pels dispositius de visió nocturna per generar les imatges, incrementant la visibilitat sense utilitzar llum visible. Els aparells de visió nocturna s'han estès entre els exèrcits de molts països perquè permeten les operacions militars durant la nit en millors condicions de visibilitat dels objectius.

### Comunicacions

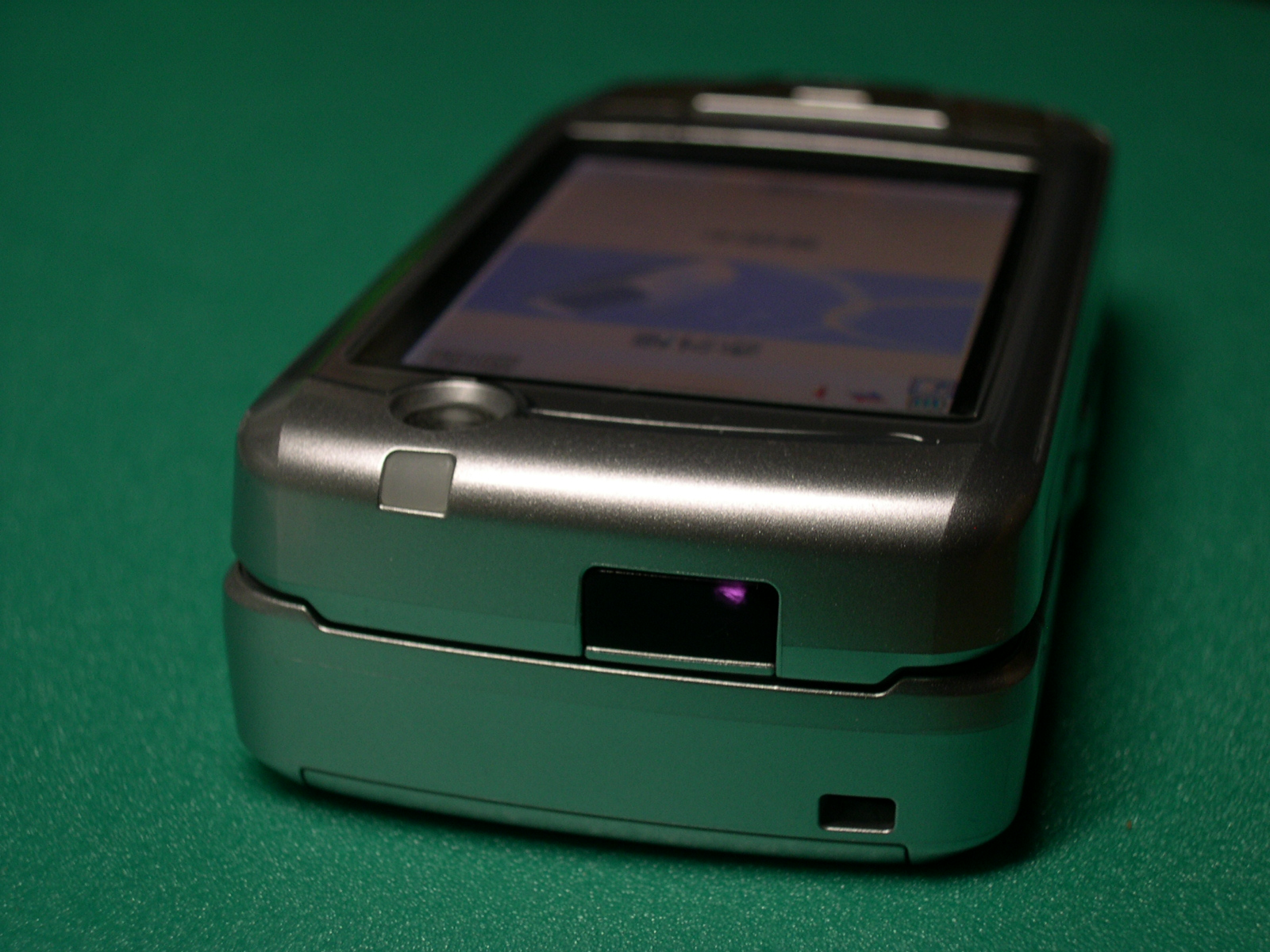
Un telèfon mòbil amb un port de comunicació per infrarojos de tipus IrDA. Per mitjà d'aquest canal podem intercanviar informació entre l'ordinador i el telèfon, telèfons, imatges, sons, etc.

La transmissió de dades a través de la radiació infraroja també s'utilitza en aplicacions de comunicació a curta distància, com per exemple entre els ordinadors i els seus perifèrics, o entre els ordinadors i els PDA o els telèfons mòbils. Aquests aparells que incorporen aquest tipus de comunicació segueixen generalment un estàndard publicat per la Infrared Data Association o IrDA. Un altre ús molt comú és el que fan els comandaments a distància, que generalment utilitzen els infraroigs en comptes d'ones de ràdio, ja que així no interfereixen amb altres senyals electromagnètics com els senyals de televisió. Els infraroigs són adequats per a ser utilitzats en interiors i en presència de les persones, no traspassen les parets i no poden interferir amb els aparells que pugui haver a les altres habitacions. Tant els comandaments a distància com els aparells IrDA utilitzen díodes emissors de llum per generar una radiació infraroja que esdevé un feix estret en passar per una lent de plàstic, aquest feix és modulat per codificar les dades a transmetre. Del costat del receptor hi ha un fotodíode de silici que converteix la radiació infraroja que rep en un corrent elèctric, i que només respon al senyal polsant que crea l'emissor, filtrant la radiació infraroja de l'ambient, que canvia a poc a poc.
La comunicació òptica a través de l'aire utilitzant un làser d'infraroigs és una alternativa relativament barata (especialment si ho comparem amb el cost un enllaç de fibra òptica) per a enllaços de comunicacions a àrees urbanes, aquests enllaços operen a més de 4 gigabit/s (4000 Mbps).
A les comunicacions a través de fibra òptica s'utilitzen làsers d'infraroigs per aconseguir la llum necessària per transmetre la informació, la radiació utilitzada acostuma a ser d'una longitud d'ona al voltant de 1330 nm (si es vol aconseguir una mínima dispersió) o 1550 nm (per aconseguir una millor transmissió) en el cas de les fibres òptiques estàndards de silici.

### Escalfament
La radicació infraroja pot ser utilitzada com una font de calor. Les seves aplicacions en aquest camp van des de la calefacció domèstica fins a sistemes per treure el glaç de les ales dels avions, passant per escalfadors especials per a tractaments de fisioteràpia o els escalfadors d'aliments. També hi ha aplicacions en el camp de la indústria: formació de plàstics, tancament de contenidors plàstics, soldadura de plàstics, etc.

### Meteorologia

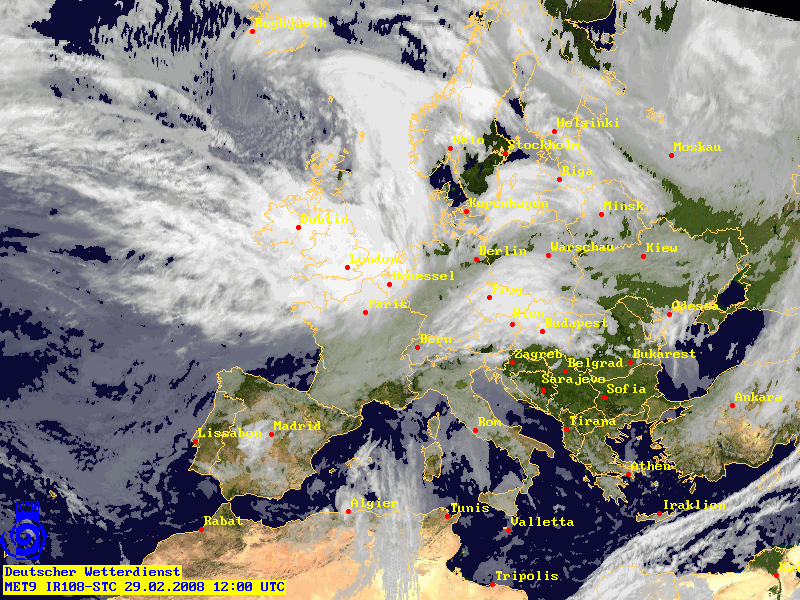
Fotografia d'Europa a la banda infraroja presa pel Meteosat el 29 de febrer del 2008.

Els satèl·lits meteorològics són equipats amb escànners que treballen a la banda infraroja que permeten obtenir imatges que permeten determinar l'espessor i el tipus dels núvols o calcular la temperatura de la superfície de la terra i de l'aigua. Aquests sensors treballen entre els 10,3 i els 12,5 µm.
Els núvols alts formats per partícules de glaç com els cirrus o els núvols de gran desenvolupament vertical com els cumulonimbes es mostren en un color blanc brillant, per contra, els núvols baixos més calents com els estratus o els estratocúmulus es mostren en gris. La superfície de la terra calenta es mostra en gris fosc o negre. Un dels desavantatges de l'infraroig rau en el fet que els núvols baixos i la boira tenen una temperatura similar a la de la terra o superfícies marina i no es pot diferenciar. Tanmateix utilitzant la diferència de lluminositat del canal IR4 (10,3 a 11,5 µm) i la del canal de l'infraroig proper (1,58 a 1,64 µm) es poden diferenciar els núvols baixos produint una “boira” a la imatge. El gran avantatges de l'infraroig és que les imatges es poden obtenir també durant la nit, cosa que permet disposar d'una seqüència contínua de l'evolució del temps.

### Climatologia
En el camp de la climatologia es monitora la radiació infraroja per detectar tendències a l'intercanvi d'energia entre la Terra i l'atmosfera. Aquestes tendències aporten informació sobre els canvis a llarg termini del clima terrestre. Aquest és, juntament amb la radiació solar, un dels principals paràmetres estudiats a la recerca de l'escalfament global.
Els investigadors utilitzen un aparell anomenat pirogeòmetre per a mesurar de manera continuada la irradiància terrestre, es tracta d'un radiòmetre que treballa a la banda infraroja, aproximadament entre els 4,5 i els 50 µm.

### Espectroscòpia

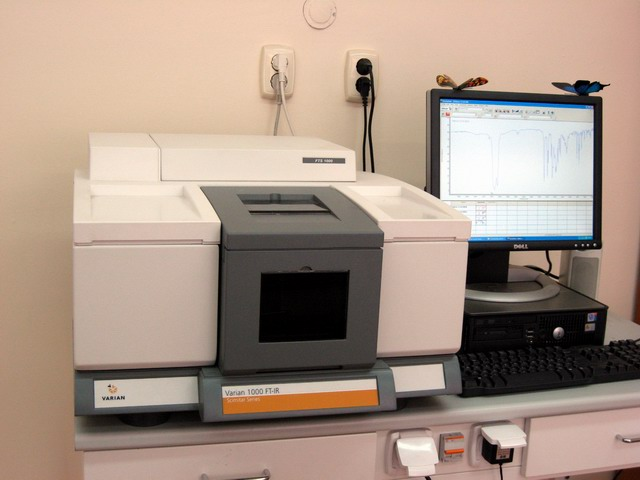
Un espectròmetre d'infrarojos Varian Scimitar 1000 FT-IR

L'espectroscòpia d'infraroig és una tècnica que s'utilitza per identificar molècules per mitjà de l'anàlisi dels seus enllaços. Cada enllaç químic d'una molècula vibra a una freqüència característica i a moltes molècules aquesta freqüència es troba dins de la radiació infraroja. Quan una molècula absorbeix un fotó, passa del seu estat fonamental a un estat excitat (on vibra). En un espectre típic d'infrarojos a les abscisses ens trobem amb una escala de freqüències expressada pel nombre d'ona, i en les ordenades el percentatge de tansmitància (el quocient entre el flux radiant que travessa un medi i el que hi incideix). De manera que si un material és transparent a la radiació infraroja el seu espectre es presentarà com una línia paral·lela a l'eix d'abscisses. En canvi, en el cas d'un material que no sigui completament transparent es verificaran les absorcions i les transicions entre els nivells d'energia vibracionals. En aquest cas, l'espectre obtingut es caracteritzarà per una sèrie de pics de diferents alçades que correspondran a cadascuna de les transicions.
Alguns mètodes especialitzats com l'espectroscòpia d'infraroig proper o NIRS (Near infrared spectroscopy) són especialment utilitzats en la indústria agroalimentària per analitzar la qualitat dels productes agrícoles i dels aliments a través de la determinació de la humitat, proteïnes, fibres, etc. Aquest mètode també s'utilitza a les indústries químiques, farmacèutiques i petroquímiques.

### Astronomia

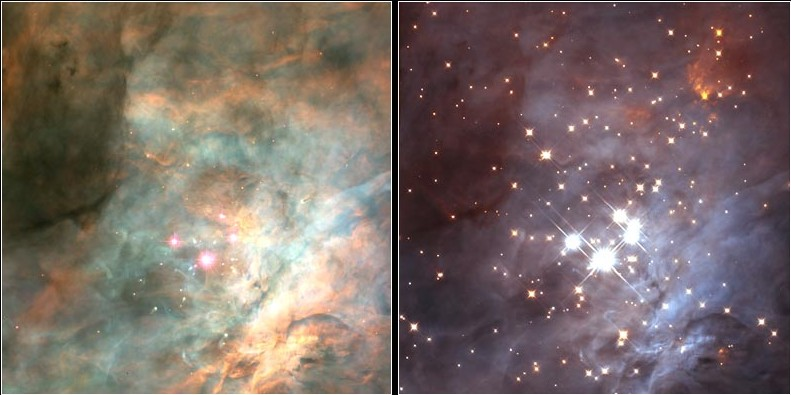
Dues imatges del cúmul del Trapezi a la Nebulosa d'Orió captades pel telescopi espacial Hubble. La de l'esquerra correspon a l'espectre visible mentre que la de la dreta és una imatge presa per una càmera d'infrarojos i mostra un eixam d'estrelles que no s'aprecien a la imatge de l'esquerra.

Els astrònoms observen els objectes astronòmics a la regió infraroja de l'espectre electromagnètic utilitzant components òptics, miralls, lents i detectors d'estat sòlid. Per tal de generar una imatge sense interferències és necessari que els components d'un telescopi d'infrarojos siguin aïllats de qualsevol font de calor i que els detectors siguin refrigerats, per a aquesta funció s'utilitza heli líquid.
La sensibilitat dels telescopis d'infrarojos situats a la Terra és força limitada a causa de la presència de vapor d'aigua a l'atmosfera que absorbeix una porció de la radiació infraroja que arriba de l'espai a través d'una finestra atmosfèrica (La part de l'espectre electromagnètic que conté les radiacions que no han estat absorbides o reflectides per l'atmosfera terrestre). Aquesta limitació pot ser anul·lada parcialment emplaçant els observatoris a gran altura (muntanyes) o transportant el telescopi a un avió o un globus. Però la manera d'eliminar completament la limitació és posant els telescopis fóra de l'atmosfera de la Terra, l'espai exterior és l'emplaçament ideal per aquest tipus de telescopis d'infrarojos.
La fracció infraroja de l'espectre presenta diversos beneficis per als astrònoms, per exemple, permet detectar els núvols moleculars de gas i pols de la nostra galàxia perquè llueixen en ser irradiats per la calor de les estrelles que s'estan formant al seu interior. L'infraroig també permet la detecció de les protoestrelles abans que comencin a emetre llum visible. Les estrelles només emeten una petita part de la seva energia en la fracció infraroja de l'espectre electromagnètic, per això els objectes freds que hi ha en les seves proximitats com els planetes poden ser més fàcilment detectats (en la fracció visible de l'espectre la resplendor de l'estrella anul·la la llum reflectida pel planeta).
La radiació infraroja també és molt útil per observar els nuclis de les galàxies actives que sovint són tapats pel gas i la pols interestel·lars. Les galàxies distants amb un gran desplaçament cap al roig tindran un pic al seu espectre desplaçat vers longituds d'ona més llargues, per això són més fàcilment observables a la banda infraroja.

### Seguiment
El seguiment per infrarojos és un sistema de guiatge de míssils que es basa en l'emissió de radiació infraroja per part dels objectius. Molts objectes com els motors dels avions o dels vehicles, i fins i tot les persones, generen i emeten prou calor perquè siguin especialment visibles en la part infraroja de les longituds d'ona en comparació amb la resta d'objectes del voltant.

## Efectes biològics
La radiació IR es divideix, d'acord amb els seus efectes biològics i de manera arbitrària, en tres categories o tipus: la radiació infraroja curta (0,8 a 1,5 µm), la mitjana (1,5 a 5,6 µm) i la llarga (5,6 a 1000 µm). Els primers treballs amb els diferents tipus de radiació d'infrarojos, informaven de les diferents formes de l'acció biològica dels tres tipus de radiació (curta, mitjana i llarga). Es creia que la radiació curta penetrava profundament en la pell sense causar un augment important de la temperatura de la superfície del teixit epitelial, mentre que la majoria de l'energia de la radiació infraroja mitjana i llarga era absorbida per la capa superior de la pell i sovint causava efectes tèrmics perjudicials, com ara cremades o sensació de cremor. Però alguns anys més tard, es va presentar una nova visió de l'infraroig mitjà i llarg demostrant que totes les bandes de radiació produeixen efectes biològics de regeneració cel·lular.
Estudis in vitro amb radiació infraroja curta sobre les cèl·lules humanes, endotelials i queratinòcits, han demostrat un augment de la producció de TGF-β1 (factor de creixement transformant-β1) després d'una única irradiació (36-108 J/cm²) i de manera depenent del temps per al contingut de MMP-2 (metal·loproteïnases de matriu-2), sent aquest últim tant a nivell proteic com transcripcional. Aquestes dues proteïnes estan implicades en la fase de remodelació de la reparació de les lesions. I aquests efectes van ser considerats de naturalesa atèrmica perquè els models utilitzats com a control tèrmic no van mostrar un augment en la seva expressió proteica.
Els experiments amb ratolins diabètics han demostrat una acceleració de la velocitat de tancament d'una ferida amb tractaments diaris de radiació infraroja curta, en comparació amb els grups de control, amb un augment de la temperatura d'aproximadament 3,6 °C després de 30 minuts d'exposició.
La utilització de LEDs (díodes emissors de llum) de llum infraroja curta va demostrar la reversió dels efectes de la tetradotoxina (TTX), un bloquejador dels canals de sodi de les cèl·lules i, per tant, un bloquejador de l'impuls nerviós, així com la reducció dels danys a la retina causats per l'exposició al metanol en els ratolins.
Els experiments amb la radiació infraroja llarga han demostrar una inhibició del creixement tumoral en els ratolins i una millora de la crosta de les ferides. També s'ha demostrat un increment del procés de regeneració en els ratolins sense augment de la circulació sanguínia durant els períodes d'irradiació ni augment en la temperatura de l'epiteli. Altres dades indiquen un augment de la infiltració de fibroblasts en el teixit subcutani en ratolins tractats amb radiació infraroja llarga, en comparació amb els animals de control, i una major regeneració del col·lagen a la regió lesionada, així com l'expressió de TGF-β1. De la mateixa manera, la radiació IR fou capaç de provocar un augment de l'angiogènesi en el lloc de la lesió i augmentar la resistència a la tracció de l'epiteli en regeneració.
Els làsers de baixa potència, amb una longitud d'ona compresa entre 630 i 890 nm, com els d'heli-neó i argó han demostrat, in vivo, l'activació d'una àmplia gamma de processos de guarició de ferides, com ara la síntesi del col·lagen, la proliferació cel·lular o la motilitat dels queratinòcits.
Encara que existeixen diferències entre les fonts de radiació infraroja, el làser és un feix coherent de llum d'una longitud d'ona específica mentre que les làmpades proporcionen una llum incoherent i no polaritzada, els seus efectes bioestimulatoris són els mateixos en el cas de la radiació infraroja curta. Contràriament a la idea inicial que la radiació infraroja llarga té efectes nocius, actualment es creu que la seva forma d'acció bioestimulatòria és similar a la dels làsers de baixa potència i a la radiació infraroja curta.
Els experiments amb LEDs infrarojos, que funcionen gairebé sense generar calor, porten a creure que més enllà de l'efecte de regeneració causat per la calor hi ha un efecte bioestimulatori regeneratiu de naturalesa no tèrmica. No obstant això, aquest procés encara no és ben conegut.
La premissa bàsica és que la radiació electromagnètica de longituds d'ona llargues estimulen el metabolisme energètic de les cèl·lules i la producció d'energia. Hi ha tres molècules de fotoreceptores de la radiació infraroja en els mamífers, conegudes per absorbir les longituds d'ona de l'infrarig curt: l'hemoglobina, la mioglobina i la citocrom c oxidasa. D'entre les molècules fotoreceptores, es creu que els cromòfors mitocondrials són els responsables de la captació del 50% de la radiació infraroja curta per mitjà de la citocrom c oxidasa.